# Ones & Zeros
“Ones & Zeros” é o 6º álbum da banda conimbricense Birds Are Indie, editado em CD e vinil pela Lux Records, a 14 de Abril de 2023.
A banda apresenta-o como um disco conceptual, no qual todos os elementos que o compõem e acompanham (letras, música, artwork, design, fotografias promocionais, videoclipes) foram pensados e criados de forma complementar.
Os temas “21st Century heroes” e “So many ways” deram lugar a dois videoclips, ambos realizados por Tiago Cerveira.

## Alinhamento
01. Empty screen
02. One last book into the fire
03. Living in the trenches
04. So many ways
05. No-show
06. The rabbit hole
07. It doesn't sound real
08. 21st Century heroes
09. Same time, same place
10. Behind the sun

## Créditos
Ricardo Jerónimo - Voz, Guitarra Eléctrica, Guitarra Acústica, Baixo, Teclados, Piano, Caixa de Ritmos
Joana Corker - Voz, Bateria, Percussão, Teclados, Sintetizador
Henrique Toscano - Guitarra Eléctrica, Bateria, Percussão, Baixo, Caixa de Ritmos, Coros
Letra, música e produção - Birds Are Indie
Gravação - Henrique Toscano / João Silva
Mistura e Masterização - João Rui
Artwork  & Design - Joana Corker